# Aphidomyces sulcii
Aphidomyces sulcii är en svampart som först beskrevs av Buchner, och fick sitt nu gällande namn av Brain 1923. Aphidomyces sulcii ingår i släktet Aphidomyces, ordningen Saccharomycetales, klassen Saccharomycetes, divisionen sporsäcksvampar och riket svampar.   Inga underarter finns listade i Catalogue of Life.